# Juína

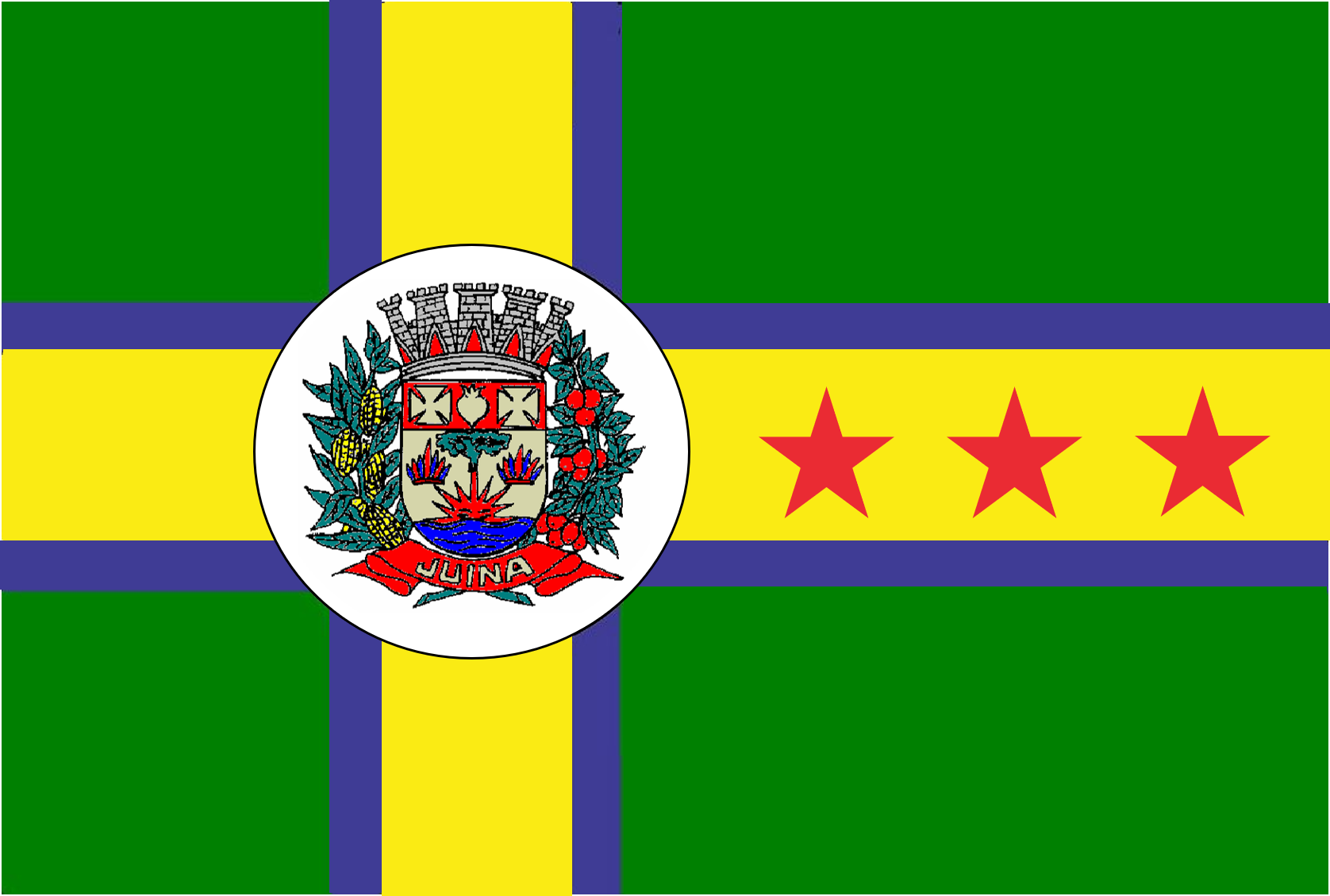
Drapeau de la municipalité de juína

Juína est une municipalité brésilienne située dans l'État du Mato Grosso.